# 阿兰娜·库克
阿兰娜·西蒙娜·库克（英語：Alana Simone Cook；1997年4月11日—），美国女子职业足球运动员，司职中后卫，目前效力于堪萨斯城川流足球俱乐部和美国国家女子足球队。她曾代表美国参加2023年国际足联女子世界杯。